# Tera Wray
Tara Wray (Louisville, Kentucky; 14 de abril de 1982 - Joshua Tree, California; 13 de enero de 2016) fue una actriz pornográfica estadounidense.

## Biografía
Tera Wray, nombre artístico de Tera Elizabeth Lents, parecía tener claro su futuro artístico muy pronto. Aunque antes de ingresar en la industria pornográfica, trabajó como árbitro en la liga juvenil de softball. A los 17 años de edad se le detectó un cáncer de ovarios que pudo serle intervenido con cirugía sin necesidad de realizar quimioterapia.
También trabajó de camarera en la cadena Hooters y como bailarina erótica para Pleasure Productions, quien le brindó su primera oportunidad al firmar con ella su primer contrato por dos años de duración en verano de 2006. Inició su carrera en la industria pornográfica en 2007, a los 25 años de edad. Su primera escena de sexo fue con Lee Stone en Naugthy Auditions, y su primera escena lésbica fue con Nicki Hunter.
Mientras viajaba con el Tour de Ozzy Osbourne de 2007, Wray conoció al que sería su marido, el cantante y guitarrista Wayne Static del grupo de metal industrial Static-X, con el que se casó en Las Vegas el 10 de enero de 2008. Meses después, en agosto, anunció su retirada del cine porno. Ha aparecido en un total de 35 películas, entre producciones originales y compilaciones.

## Muerte
El 1 de noviembre de 2014, Wayne Static fue hallado muerto en su habitación. Wray fue la encargada de dar a conocer la noticia. El forense determinó que murió por una letal combinación del medicamento Xanax, otras sustancias y alcohol.
Un año y medio después, el 13 de enero de 2016, Wray fue encontrada muerta en su apartamento de Joshua Tree (California). La causa de la muerte fue suicidio. Su cuerpo fue descubierto por su compañera de piso un día después. Junto al cadáver se encontró una nota firmada por Wray con instrucciones para dar a su madre y su abogado.

## Premios y nominaciones
| Año  | Ceremonia    | Resultado | Premio                           | Trabajo            |
| ---- | ------------ | --------- | -------------------------------- | ------------------ |
| 2008 | Premios AVN  | Nominada  | Mejor actriz revelación          | —                  |
| 2008 | Premios AVN  | Nominada  | Mejor escena escandalosa de sexo | Tattooed & Tight   |
| 2008 | Premios XBIZ | Nominada  | Mejor actriz revelación          | —                  |
| 2009 | Premios AVN  | Nominada  | Mejor escena de sexo lésbico     | The Orifice        |
| 2009 | Premios AVN  | Nominada  | Mejor escena escandalosa de sexo | Tattooed & Tight 3 |